# بادالونا
بادالونا (به لاتین: Badalona) یک شهرستان‌های اسپانیا در اسپانیا با جمعیت ۲۲۰٬۹۷۷ نفر است که در استان بارسلون واقع شده‌است.

## خصوصیات
بادالنا ۲۲٫۱۷ کیلومترمربع مساحت و ۲۲۰٬۹۷۷ نفر جمعیت دارد و ۱۲ متر بالاتر از سطح دریا واقع شده‌است.